# Pendant Lake
Der Pendant Lake (englisch für Anhängersee) ist ein kleiner, meromiktischer und bis zu 21 m tiefer See an der Ingrid-Christensen-Küste des ostantarktischen Prinzessin-Elisabeth-Lands. Er ist einer der drei Seen in den Vestfoldbergen, in denen die Ruderfußkrebsart Paralabidocera antarctica verbreitet ist.
Das Antarctic Names Committee of Australia benannte ihn 1979 deskriptiv, da seine Form an einen Schmuckanhänger erinnert.